# Cliona tinctoria
Cliona tinctoria är en svampdjursart som beskrevs av Schönberg 2000. Cliona tinctoria ingår i släktet Cliona och familjen borrsvampar.
Artens utbredningsområde är havet kring Australien. Inga underarter finns listade i Catalogue of Life.